# Bataille de Westerplatte
Seconde Guerre mondiale
Batailles
Campagne de Pologne :
- Ultimatum allemand
- Ordre de bataille
- Opération Himmler
- Plan Pékin
- Plan Worek
- Baie de Dantzig
- Défense de la poste centrale de Dantzig
- Westerplatte
- Grudziądz
- Mokra
- Węgierska Górka
- Krojanty
- Forêt de Tuchola
- Borowa Góra
- Wizna
- La Bzura
- Hel
- Jarosław
- Brest-Litovsk
- Tête de pont roumaine
- Invasion soviétique
- Lwów
- Modlin
- Tomaszów Lubelski
- Grodno
- Krasnobród
- Wilno
- Varsovie
- Szack
- Wytyczno
- Kock

La bataille de Westerplatte est un affrontement entre les troupes allemandes et la garnison polonaise stationnée à Gdansk entre le 1er et le 7 septembre 1939. Cette bataille est la première de la campagne de Pologne. C'est sur la péninsule de Westerplatte, à côté de Dantzig (ou Gdansk) en Pologne, qu'eut lieu le premier affrontement de la Seconde Guerre mondiale. Petite île boisée séparée de Dantzig par le chenal menant au port, Westerplatte était, durant l'entre-deux-guerres, un avant-poste militaire.

En mars 1939, lorsque Hitler fit part de ses exigences à la Pologne, la garnison, commandée par Henryk Sucharski, et son adjoint le capitaine Franciszek Dąbrowski, fut mise en état d'alerte. La garnison de Westerplatte comprenait une centaine de soldats environ.

## Contexte politique
À la suite de l'annexion de l'Autriche et de la Tchécoslovaquie dans le cadre de l'Anschluss, de la neutralité des puissances occidentale (le Royaume-Uni et la France), Adolf Hitler était résolu à détruire la Pologne. Le dictateur était certain que les armées britanniques et françaises ne bougeraient pas, comme elles l'avaient fait un an avant, malgré l'alliance militaire qui unissait ces trois nations. Depuis le traité de Versailles, Dantzig était une ville libre placée sous la protection de la Société des Nations. Toutefois, en 1924, la Pologne avait eu le droit de posséder à Dantzig un dépôt de munitions "protégé".

## Les préparatifs des opérations allemandes et polonaises
Le major Sucharski, alors commandant des troupes polonaises à Westerplatte, ordonna de renforcer les défenses avec des bunkers, les casemates, des abris souterrains et creusèrent sept tranchées à des endroits stratégiques pour bloquer l'accès à la bande de terre reliant Westerplatte au continent.
L'attaque allemande était prévue sous le commandement du général de police Friedrich Eberhardt. Les troupes du général étaient composées de 1 500 hommes de l'unité SS Heimwehr . Cette unité était constituée de 225 commandos d'élite. Le contre-amiral Gustav Kleikamp avait positionné son navire, le Schleswig-Holstein, alors en visite de courtoisie à Westerplatte, plus en amont pour pouvoir bombarder Westerplatte. Sucharski donna l'ordre à la garnison de bâtir les défenses la nuit car les Allemands les observaient le jour des toits des entrepôts bâtis sur les quais.

## Le premier assaut, vendredi1erseptembre 1939

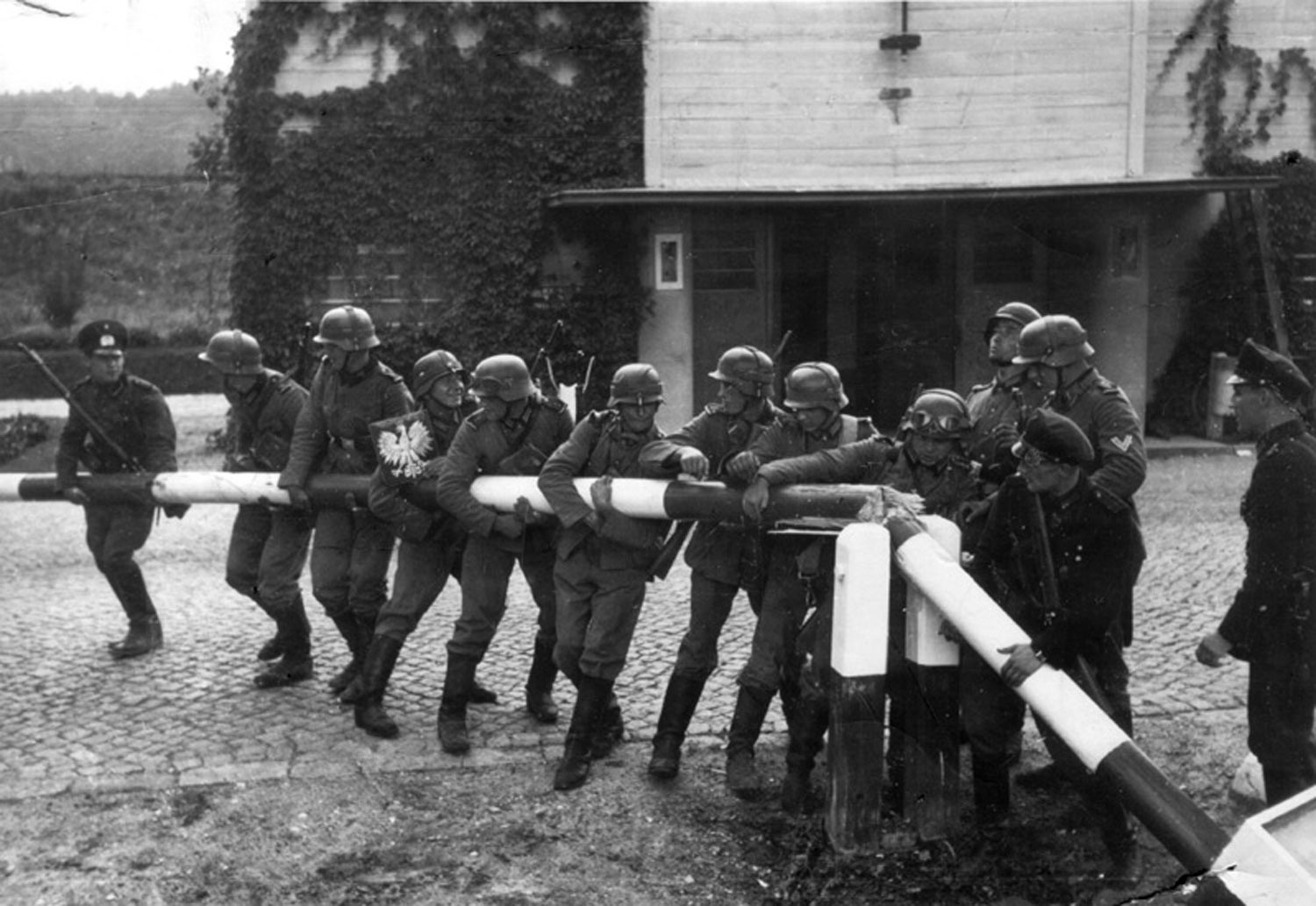
Des soldats allemands arrachent une barrière à la frontière polonaise près de Dantzig le 1er septembre 1939.

À 4 h 48 du matin, le navire de l'amiral Kleikamp ouvrit le feu sur le secteur sud de Westerplatte. C'est ainsi que la Seconde Guerre mondiale a commencé. Sucharski envoya un SOS à la péninsule de Hel après que les Allemands purent détruire une partie du mur d'enceinte.
Huit minutes plus tard, les commandos allemands montaient à l'assaut en trois escouades. Les soldats polonais réussirent à éliminer le nid de mitrailleuses au prix de la vie de trois soldats et ouvrirent le feu, arrêtant leur progression. Le lieutenant Pajak ouvrit le feu avec des obusiers et réussit à détruire les nids de mitrailleuses allemandes placés sur les dépôts de l'autre côté du chenal. À ce moment, le Schleswig-Holstein était menacé par ces obusiers, mais parvient néanmoins à les détruire, évitant ainsi la destruction de son poste de commandement.
À 6 h 22, les commandos envoyèrent un message au navire de Kleikamp en ces mots : « Nous subissons trop de pertes, nous nous retirons ». La police de Dantzig tenta de percer les lignes polonaises et de s'emparer du port, mais des civils armés réussirent à les arrêter. À 9 h, les commandos de marine, sous les ordres de l'Oberleutnant Henningsen, reprirent le combat avec l'aide d'une cinquantaine de SS. À midi, les combats se poursuivaient mais subissant d'énormes pertes, les SS rebroussèrent chemin. Une heure plus tard, sous les échanges de coups de feu, Henningsen fut tué. Les Allemands renoncèrent. Les combats avaient alors coûté la vie à plus d'une centaine de soldats allemands. Westerplatte tenait encore. L'attaque allemande devait mettre en déroute la garnison polonaise dès le 1er septembre, mais elle avait complètement échoué.

## La bataille, du 2 au 7 septembre

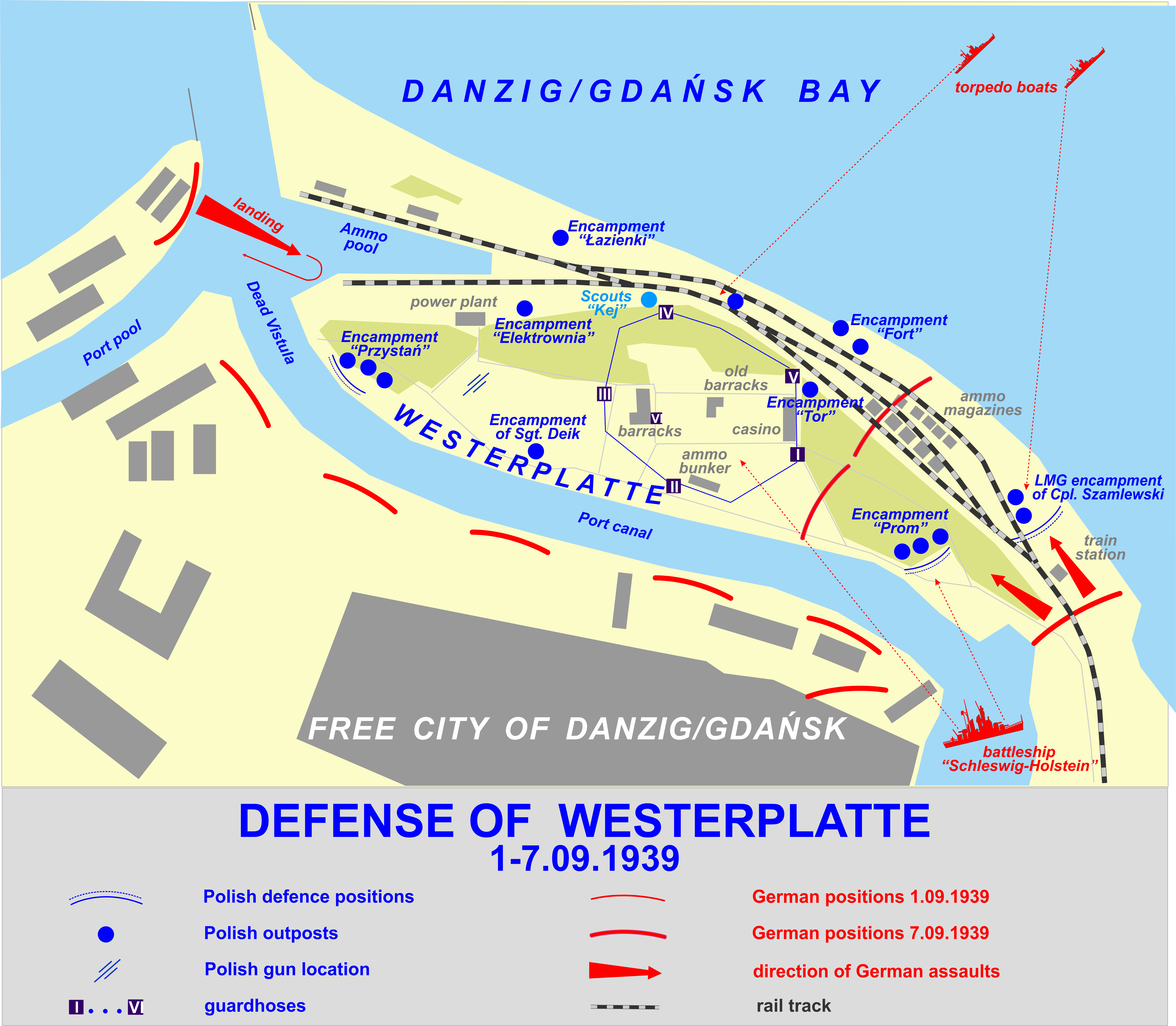
Carte de la bataille.

Eberhardt réussi à convaincre le Generaloberst Fedor von Bock d'attaquer par les airs car une attaque terrestre était impossible. Le 3 septembre, 60 avions de la Luftwaffe ouvrirent le feu sur les casemates polonaises qui abritaient les derniers stocks de nourriture. Le moral des Polonais était clairement en déclin. Dans la nuit du 3 au 4 septembre, les commandos allemands attaquèrent les avant-postes polonais mais furent repoussés. Le matin du 4 septembre, un torpilleur allemand lança une attaque surprise par la mer. Le lendemain, Sucharski convoqua un conseil de guerre et demanda que la garnison se rende. Dabrowski désapprouva fermement. Sucharski ordonna à ces hommes de continuer à se battre avec courage et détermination.
Les Allemands ignoraient que les Polonais envisageaient la reddition. Chaque moment de résistance était une humiliation pour les assaillants. Un soldat polonais, qui travaillait avec les Allemands, fit remarquer que sur Westerplatte, il n'y avait pas de bunkers de défense en profondeur.

Le 6 septembre, à 3 heures du matin, les Allemands lancèrent un train incendiaire contre le pont, mais le conducteur du train le découpla trop tôt et il n'atteignit pas le périmètre polonais. Un deuxième train incendiaire fut lancé dans l'après-midi, mais encore en vain.
Dans la soirée, Sucharski décida de cesser les combats et tint un second conseil de guerre. Il avait décidé cela car l'armée allemande était aux portes de Varsovie et les premiers cas de gangrène étaient apparus parmi les blessés. De 4 h 30 à 7 heures du matin, les Allemands déclenchèrent un feu intense, endommageant plusieurs bunkers.

## La fin de la bataille

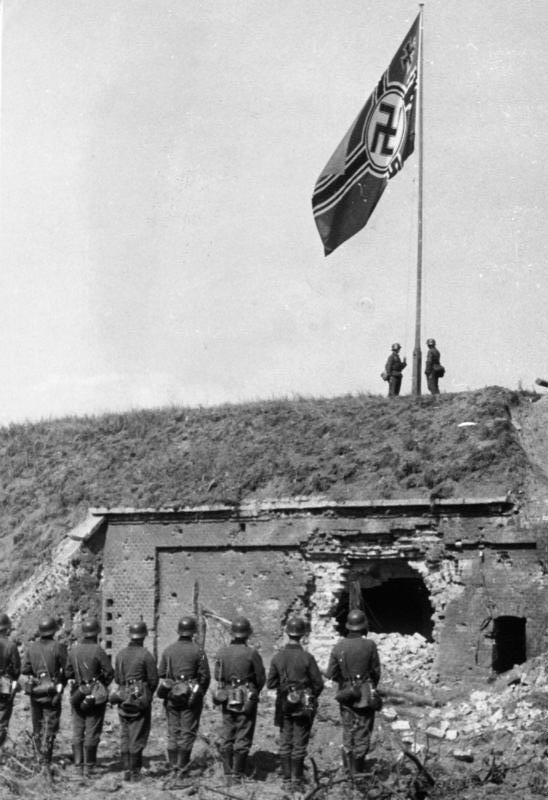
Les Allemands hissent le drapeau du Troisième Reich à Westerplatte.

À 9 h 45, le 7 septembre, le drapeau blanc apparut et, à 11 heures, Sucharski se rendit à Kleikamp. Ce dernier lui rendit son sabre en honneur à son courage. Les soldats allemands se mirent au garde-à-vous lorsque la garnison quitta Westerplatte à 11 h 33. Au bout d'une semaine de combats, Westerplatte était conquise.

## Conséquences
Les prouesses du commandant Sucharski lors de sa résistance à Werterplatte retardèrent pour une courte durée l'occupation allemande de l'étroite bande côtière polonaise, mais suffisamment pour sauver la marine polonaise. Cette attaque marqua le début de la campagne de Pologne.

## Réflexions
Du point de vue allemand, la première attaque du 1er septembre devait suffire à mettre à bas la garnison de Westerplatte. Elle-même était jugée apte à résister à une attaque ennemie pendant douze heures maximum par l'état-major polonais. La garnison résista pendant plus d'une semaine face aux attaques incessantes des SS et aux bombardements navals et aériens. 
Cette bataille fut donc une véritable propagande polonaise et une certaine humiliation pour les Allemands. Cette volonté de résistance et d'acharnement à ne pas laisser Westerplatte tomber entre les mains de l'ennemi provoqua chez les Allemands une certaine admiration envers les soldats polonais. L'amiral Kleikamp avait manifesté cette admiration en rendant lui-même son sabre au commandant polonais. Ce dernier, qui a survécu à la guerre, fut promu général de brigade pour avoir défendu courageusement Westerplatte. 
Un monument aux morts fut également érigé par la suite.

## Ordre de batailleallemand

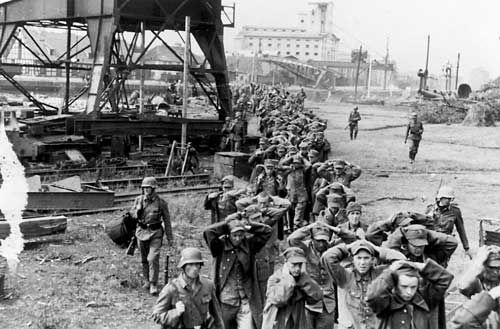
Soldats polonais prisonniers après leur reddition le 7 septembre.

Kriegsmarine (Contre-amiral Kleikamp):
- SMS Schleswig-Holstein (907 hommes d'équipage)
- Deux lance-torpilles T-196 et T-963
- 225 fusilers marins (Lieutenant Henningsen)
- 60 hommes de soutien (DCA)

Waffen SS (général Eberhardt):
- Unité SS Heimwehr
- Schupo (Police de sécurité de Dantzig)

Luftwaffe (envoyée par le général von Bock):
- I et II Gruppe de la 2e escadre de bombardement en piqué (60 avions)
- Junkers Ju 87
- Heinkel He 51
- Junker Ju 52

Le tout complété par 65 pièces d'artillerie:
- Flak 30 de 2 cm
- Pak 36
- Artillerie légère 10.5 cm leichte FeldHaubitze 18
- Artillerie lourdes Mörser 18 de 21 cm

## Ordre de bataillepolonais
Garnison de Westerplatte (Major Sucharski):
- 182 soldats (Capitaine Dabrowski)
- 27 civils réservistes (mobilisés après la déclaration de guerre)
- Un canon de campagne de 75 mm
- Deux canons antichars de 37 mm
- Quatre mortiers
- Plusieurs obusiers (Lieutenant Pajak)
- Plusieurs mitrailleuses

### Hommages
La 1re brigade blindée (Pologne) porte le nom de la bataille.

### Filmographie
- Le film Westerplatte (en), réalisé par Stanisław Różewicz en 1967.
- Le film La Bataille de Westerplatte, réalisé par Paweł Chochlew en 2013.